# Ostrá horka
Ostrá horka je rozhledna, která se nachází na stejnojmenném vrchu zvaném také Strom (405 m n. m.) v brněnských Soběšicích (městská část Brno-sever).

## Historie
Pomník u rozhledny připomíná první trigonometrický bod na našem území a patřil k síti tzv. vídeňského poledníku. Žulový kvádr s pamětní deskou má rozměry 40×40×160 cm, vyčnívá 110 cm nad terén a jsou na něm umístěny dvě pamětní desky. Na první je text "Střed kaple. První trigonometrický bod na území ČSR, zaměřený dr. J. Liesganigem roku 1759. Nové označení bodu provedla Geodetická služba ČSR 200 let po jeho vzniku". Deska na druhé straně kvádru je s textem: "Střed kaple Sv. Kříže z roku 1718, zbořené v roce 1786. Při odkrývání jejích základů v roce 1958 spolupracovali za odborného vedení Ing. Al. Šimka a dr. Lad. Bartoše z Brna soběšičtí občané". Trigonometrický bod sem v roce 1759 umístil rakouský kartograf Josef Liesganig. Dříve byla trigonometrickým bodem kupole kaple sv. Kříže z roku 1718, ale ta byla v roce 1784 zbořena. Rozhledna byla otevřena 1. června 2008.

## Technický popis
Kovová rozhledna je vysoká 19,1 m, má dvě vyhlídkové plošiny, jednu ve výšce 8 m, druhou 16 m. Celkem 90 schodů točitého schodiště.

## Výhled
Poskytuje výhled na Brno, Babí lom, Moravský kras a Drahanskou vrchovinu. Při zvlášť výborné dohlednosti jsou viditelné i rakouské Alpy – hora Schneeberg.

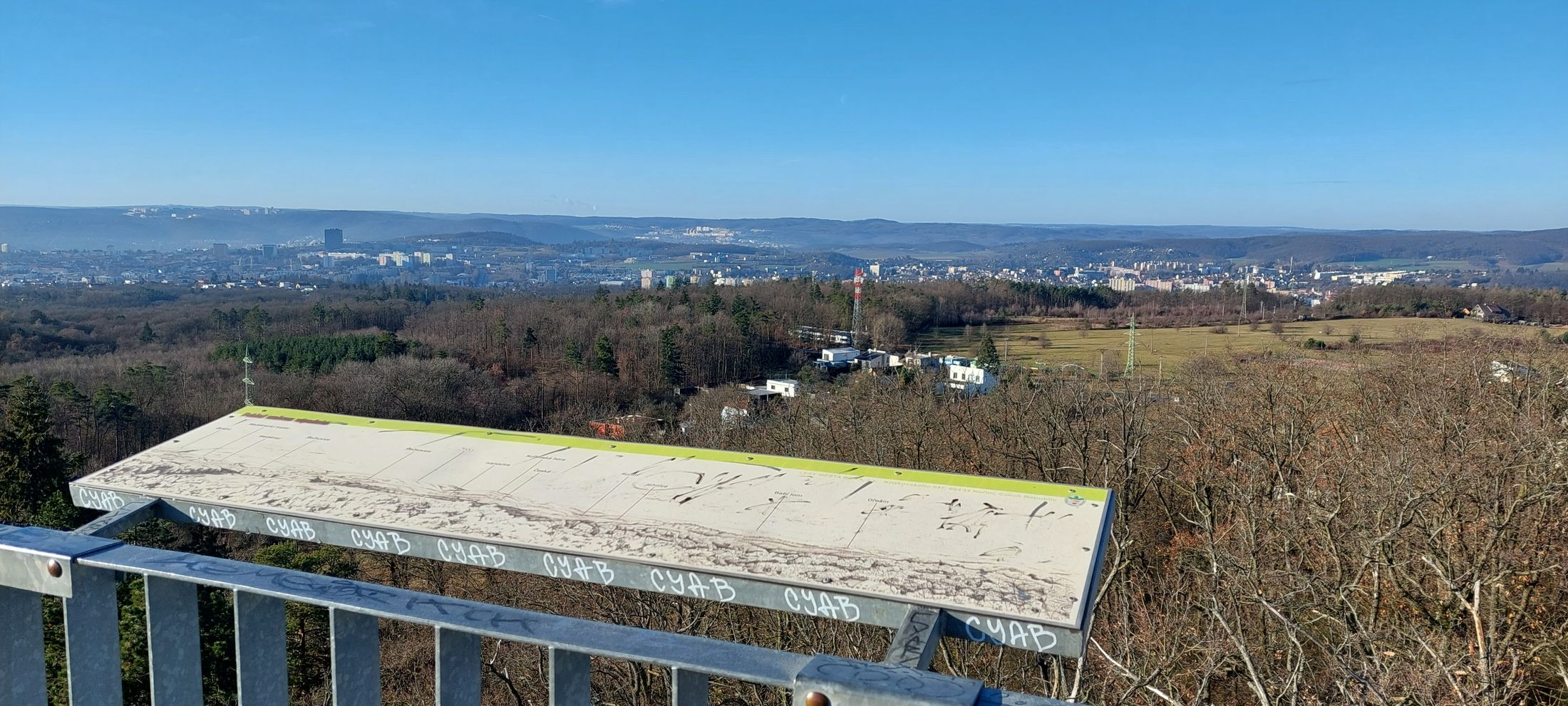
Výhled z rozhledny na západní část Brna.

## Přístup
Je volně přístupná, trolejbusem linky 30 na zastávku Dohnalova, odtud po žluté turistické značce, popř.z druhé strany ze zastávky autobusu č. 57, zastávka Panská lícha.
Přístupná po žluté turistické značce je i pro rodiny s chodícími dětmi, jelikož trasa není příliš náročná.